# علاقات النسب الأربع
النسب الأربع في الحساب هي: علاقة بين عددين، يقصد من تحديدها الأنتقال من عددين أو أكثر إلى عدد واحد، يربط بين العددين أو الأعداد، بالطريقة المناسبة للعمل. وهي أهم مقدمات أعمال حساب الفرائض ويقصد منها تصحيح الأعداد، بما يشمل:
- النظر بين عددين؛ لتحديد العلاقة بالنسب الأربع.
- العمل بموجب تلك العلاقة.
- النتيجة؛ الحصول على عدد واحد من عددين أو أكثر.

## تحديد العلاقات الأربع
لمعرفة العلاقة بين عددين؛ ننظر بينهما باعتبار الكمية الكلية والجزئية. فالعددان؛ إما أن يكون أحدهما نفس الآخر، أو جزء منه، أو غير ذلك.

### المتماثلان
التماثل هو: (تساوي العددين في المقدار). بمعنى: أن يكون أحد هو نفس العدد الآخر؛ مثل: (2 و 2) أو (3و 3) وهكذا. وهو ظاهر لا يحتاج للإيضاح.

### المتداخلان
التداخل هو: (أن يكون أقل العددين جزء من أكبرهما). أو (ما صح قسمة أحدهما على الآخر قسمة صحيحة من غير كسر).
ضابط العددين المتداخلين في المواريث؛ هو: (أن يكون أصغر العدد ين جزء من أكبرهما). أي: بنسبة كسرية محددة، بأن يكون أحدهما نصف الآخر، أو ربعه أو ثمنه أوثلثه أو سدسه.
ومعنى التداخل هو: أن أكبر العددين يفني أصغرهما إذا سلط عليه.
مثل: (2و 4) فالإثنان جزء الأربعة، والنسبة الجزئية هي: (2)، أي: أن أصغرهما نصف الأكبر، فإذا قسمنا أكبرهما وهو (4)إلى جزئين أي: (4÷2=2) نتج أصغرهما وهو (2). وإذا ضربنا أصغرهما في مقدار نسبته الجزئية من الأكبر، (2×2=4)، فالناتج هو (4).

#### توضيح
معنى التداخل: أن أكبر العدين يفني أصغرهما؛ مثل: (2و 8)، إذا نقص من الثمانية الاثنان عدة مرات؛ فإن العدد ينتهي، مثل: 2-8=6 ثم 2-6=4 ثم 2-4=2 ثم 2-2=(0).
(3 و 6)؛ متداخلان، إذا قسم 6÷3=3 ثم 3÷3=(1).
6-3=3 ثم 3-3=(0).

### المتوافقان
التوافق هو: (اتفاق نسبة جزئية بين عددين بواسطة عدد ثالث).
فالعددان المتوافقان؛ لا يكون أحدهما جزء الآخر، فلا يقسم أحدهما على الآخر إلا بكسر، ولا يفني أحدهما الآخر إذا سلط عليه، لكن يفنيهما عدد آخر يربط بينهما بنسبة جزئية،
يحصل عليها توافقهما. مثل: (4 و 6)؛ فأصغرهما ليس جزء أكبرهما، فالأربعة جزءان من الستة، 6÷3=2 ثم 2×2=4
ويمكن حصول الموافقة بينهما في نسبة جزئية، بواسطة عدد آخر وهو (2). إذا قسم على كل واحد منهما بمفرده؛ فالناتج وفق كل منهما، (4 ÷ 2 = 2) و (6 ÷ 2 = 3). فنصف الأربعة (اثنان)، ونصف الستة (ثلاثة).
ويكون بينهما توافق بالأنصاف. وقد يكون التوافق بين العدد بنسبة أخرى مثل: (6و9)، فالتوافق بينهما بالأثلاث، أي: بواسطة عدد آخر وهو (3) فثلث الستة (2)، وثلث التسعة (3).

### المتباينان
التباين هو: (اختلاف عددين وتغايرهما في النسبة الجزئية).
فالعددان المتباينان؛ ليس أحدهما جزء الآخر، ولا توافق بينهما بجزئية. مثل: (3و4).

## جدول
النسب الأربع
| متماثلان↓ | عدد | مثله | ناتج |
| --------- | --- | ---- | ---- |
| 3_3       | 3   | 3    | 3    |
| 4_4       | 4   | 4    | 4    |
| 5_5       | 5   | 5    | 5    |

| تداخل | الجزء | النسبة | ناتج |
| ----- | ----- | ------ | ---- |
| 3_"6" | (3)   | نصف    | 6    |
| 2_"8" | (2)   | ثمن    | 8    |
| 3_"9" | (3)   | ثلث    | 9    |

| متوافقان | عدد | وفقه | نسبة     |
| -------- | --- | ---- | -------- |
| 4_6      | 4   | 2    | بالأنصاف |
|          | 6   | 3    |          |
| 6_9      | 6   | 2    | بالأثلاث |
|          | 9   | 3    |          |

| متباينان | عدد | عدد | ناتج |
| -------- | --- | --- | ---- |
| 1_2      | 1×  | 2=  | 2    |
| 3_4      | 3×  | 4=  | 12   |

## العلاقات بين مقامات الفروض
{\displaystyle \left({\frac {1}{2}}\right)}
{\displaystyle \left({\frac {1}{4}}\right)}
{\displaystyle \left({\frac {1}{8}}\right)}__الفروض__
{\displaystyle \left({\frac {2}{3}}\right)}
{\displaystyle \left({\frac {1}{3}}\right)}
{\displaystyle \left({\frac {1}{6}}\right)}
مقامات الفروض؛ تسمى في حساب الفرائض «مخارج الفروض»
وعدد فروض الإرث ستة، هي: (النصف والربع والثمن والثلثان والثلث والسدس). وهي أعداد كسرية، وإذا اجتمع في المسألة فرضان أو أكثر؛ فيؤخذ من الفرض مخرجه، وهو «مقام الكسر» وعدد مخارج الفروض خمسة، باعتبار أن مخرج الثلث والثلثين متحد وهو (3)، والمخارج هي: (2 - 3 - 4 - 6 - 8). وبين كل فرضين إحدى العلاقات الأربع. وبالمنظور الرياضي يمكن اجتماع كل فرض مع باقي الفروض الستة، إلا أن اجتماع فرضين في فقه المواريث لا يقع في بعض الصور، فإذا ما استخرجنا الصور لما لا يجتمع من الفروض؛ فالباقي الصور التي يكون فيها اجتماع فرضين.
1. من المتماثلين؛ نصفان، سدسان، ثلث وثلثان.
2. من المتداخلين؛ (2 و 4) (2 و 6) (2 و 8) (3 و 6).
3. من المتوافقين؛ (6 و 4) (6 و 8).
4. من المتباينين؛ (3×2) (3×4) (3×8).

| كسر                            | كسر                            | عدد | عدد |
| ------------------------------ | ------------------------------ | --- | --- |
| {\displaystyle {\frac {1}{2}}} | {\displaystyle {\frac {1}{2}}} | 2   | 2   |
| {\displaystyle {2 \over 3}}    | {\displaystyle {\frac {1}{3}}} | 3   | 3   |
| {\displaystyle {1 \over 6}}    | {\displaystyle {\frac {1}{6}}} | 6   | 6   |

| كسر                         | كسر                            | عدد | عدد | ناتج |
| --------------------------- | ------------------------------ | --- | --- | ---- |
| {\displaystyle {1 \over 2}} | {\displaystyle {\frac {1}{4}}} | 2   | 4   | 4    |
| {\displaystyle {1 \over 2}} | {\displaystyle {\frac {1}{6}}} | 2   | 6   | 6    |
| {\displaystyle {1 \over 2}} | {\displaystyle {\frac {1}{8}}} | 2   | 8   | 8    |
| {\displaystyle {1 \over 3}} | {\displaystyle {\frac {1}{6}}} | 3   | 6   | 6    |

| ك                           | ك                              | عدد | وفقه  | عمل   | ناتج  |
| --------------------------- | ------------------------------ | --- | ----- | ----- | ----- |
| {\displaystyle {1 \over 6}} | {\displaystyle {\frac {1}{4}}} | 6 4 | 3× 2× | 4= 6= | 12 12 |
| {\displaystyle {1 \over 6}} | {\displaystyle {\frac {1}{8}}} | 6 8 | 3× 4× | 8= 6= | 24 24 |

| ك                           | ك                              | "  | ×  | ناتج |
| --------------------------- | ------------------------------ | -- | -- | ---- |
| {\displaystyle {1 \over 3}} | {\displaystyle {\frac {1}{2}}} | 2× | 3= | 6    |
| {\displaystyle {1 \over 3}} | {\displaystyle {\frac {1}{4}}} | 3× | 4= | 12   |
| {\displaystyle {1 \over 3}} | {\displaystyle {\frac {1}{8}}} | 3  | 8= | 24   |

### نتائج العمل
- يؤخذ من المتماثلين أحدهما.
- يؤخذ من المتداخلين أكبرهما.
- المتوافقان؛ يضرب وفق أحدهما في كامل الآخر.
- المتباينان؛ يضرب أحدهما في الآخر.

## تصحيح الحساب
تصحيح الحساب هو: (عمل استخراج عدد يقسم صحيحا على الورثة). ولا يكون تصحيح المسائل إلا بعد التأصيل. وسببه؛ عدم استقامة قسمة السهام على الورثة إلا بكسر.

### قسمة السهام على الورثة
لقسمة السهام على الورثة خطوتان هما:
التأصيل؛ وهو: استخراج أقل عدد يقسم صحيحا على أصناف الورثة. ويسمى: «أصل المسألة» وهو مجموع عدد السهام التي توزع على الورثة.
والصنف هو: مجموع الورثة المشتركين في قدر من السهام. ويسمى: فريقا أو رؤوسا، وله حالتان
- إما أن يتضمن الصنف شخصا واحدا فقط؛ وفي هذه الحالة يكون عدد أفراد الصنف (واحد) فقط. فيأخذ سهمه من أصل المسألة مباشرة.
- وإما أن يتضمن الصنف شخصين أو أكثر من الورثة، إذا كانوا من

جنس واحد؛ مثل: اثنين أو أكثر من الأبناء، أو البنات، أو الإخوة، أو غير ذلك. وفي هذه الحالة؛ ننظر بين عدد الصنف وبين سهامهم، فإذا
كانت السهام تنقسم عليهم من غير كسر؛ فتقسم فيما بينهم مباشرة،
مثل: 5 سهام على 5 أبناء؛ لكل واحد سهم، أو (6 ÷ 3 = 2).
وإما أن تكون السهام غير منقسمة على عدد الصنف إلا بكسر؛ وحينئذ تحتاج المسئلة إلى تصحيح.

### مثال انقسام السهام
| صنف | عدد | سهام |
| --- | --- | ---- |
| زوج | 1   | 1    |
| إبن | 1   | 3    |

| صنف | عدد | سهام |
| --- | --- | ---- |
| زوج | 1   | 1    |
| إبن | 3   | 3    |

| المسألة الأولى زوج وإبن؛ أصل المسألة أربعة، من مخرج الربع، للزوج سهم، وللإبن ثلاثة أسهم، والسهام منقسمة.(1÷1=1) و (3÷1=3). والمسألة الثانية أصلها أربعة؛ للزوج سهم، وعدد الأبناء ثلاثة، وسهامهم ثلاثة، والثلاثة تنقسم على ثلاثة، لكل ابن سهم. |

### مثال انكسار السهام
| صنف | عدد | سهام4 | تصح16 |
| --- | --- | ----- | ----- |
| زوج | 1   | 1     | 4     |
| إبن | 4   | 3     | 12    |

| صنف | عدد | تأصيل | تصحيح |
| --- | --- | ----- | ----- |
|     |     | 4     | 16    |
| زوج | 1   | 1     | 4     |
| إبن | 1   |       | 3     |
| إبن | 1   |       | 3     |
| إبن | 1   |       | 3     |
| إبن | 1   |       | 3     |

| توضيح؛ المسألة هي: (زوج وأربعة أبناء) للزوج الربع فرضا وللأبناء الباقي تعصيبا. وأصل المسألة (أربعة) للزوج الربع واحد، والباقي وهو (ثلاثة) للأبناء وعددهم (أربعة) والثلاثة لا تنقسم على أربعة إلا بكسر، وبين الثلاثة والأربعة تباين، فيضرب عدد الأبناء وهو (أربعة) في أصل المسألة وهو (أربعة) (4×4=16) فالناتج (ستة عشر) هو العدد الذي تصح منه المسألة، ويسمى: (مصحح المسألة). ثم يضرب سهم الزوج من مؤصل المسألة وهو (واحد) في عدد الأبناء وهو (أربعة) (1×4=4) والناتج وهو (أربعة)؛ نصيب الزوج في مصحح المسألة. ثم يضرب سهام الأبناء وهو (ثلاثة) في عددهم وهو (أربعة) (3×4=12) الناتج (اثنى عشر) سهما، تقسم على الأبناء الأربعة (12÷4=3) لكل ابن ثلاثة أسهم. |